# Guerre des Manzs
Guerre des Manzs
La guerre des Manzs (en russe : Манзовская война, Manzovskaïa voïna) est une guerre qui s'est déroulée en 1868 dans le sud du kraï de l'Oussouri dans l'oblast de Primorié en Extrême-Orient russe, seulement huit ans après l'acquisition de la région par le traité inégal de la convention de Pékin avec la Dynastie Qing.
La guerre est née d'un flou juridique : le traité d'Aïgoun fait que les « Manzs », c'est-à-dire les populations chinoises vivant désormais en territoire russe, conservent leur citoyenneté chinoise et sont donc sous le contrôle de l'administration chinoise, même s'ils vivent dans l'Empire russe. 
Profitant ce cette confusion, des clans de bandits, les Honghuzi, commencent à s'infiltrer activement parmi les paisibles colons chinois, et attaquent les Russes.

## Déroulement de la guerre
Avec l'apparition des premiers colons russes dans la vallée du Soutchan en 1866 et la création du domaine apanage sibérien, les autorités de l'oblast de Primorié décidèrent de limiter la pêche des Manzs - en premier lieu la prospection. À partir de décembre 1867, les Manzs commencèrent à montrer des signes d'agression. 
Au cours de l'année 1867, l'équipage de la goélette à vapeur « Aleut » dispersa à deux reprises des foules de chercheurs d'or sur l'île Askold. Lors d'une autre visite sur l'île en avril 1868, des prospecteurs chinois y furent de nouveau découverts. Le 19 avril 1868 (1er mai dans le calendrier grégorien), la première escarmouche eut lieu sur l'île, au cours de laquelle 3 marins aléoutes furent tués et 10 blessés. 
Dans la nuit du 25 au 26 avril, un poste militaire dans la baie de Strelok a été détruit à la suite d'une attaque des Manzs, et 2 personnes ont été tuées. Dans la nuit du 28 au 29 avril 1868, environ 1 000 Manzs traversèrent l'île Askold jusqu'à la côte continentale et incendièrent le village russe de Chkotovo, massacrant 2 familles paysannes. En se déplaçant vers l'ouest, les rebelles ont incendié le village de Nikolskaïa le 15 mai. Poursuivis par les troupes de l'oblast de Primorié (1er et 3e bataillons de ligne de Sibérie orientale avec des renforts de Khabarovsk), les Chinois sont rattrapés à Mikhaïlovka le 29 mai. Au cours des échanges de tirs de 6 heures, 1 cosaque a été tué, 2 ont été blessés, du côté de Manzs les pertes s'élèvent à environ 50 personnes tuées et environ 300 autres ont fui en direction de la frontière mandchoue. 
La liquidation des groupes dispersés de Manzs armés se poursuivit jusqu'à la mi-juillet 1868. 22 ans plus tard, dans l'une des publications du journal de Vladivostok, les événements de 1868 étaient qualifiés de « massacre tribal hostile par les Manzes russes et inversement ». Il y a également été noté que la guerre des Manzs « est déjà entrée dans l'histoire et a été complètement oubliée ».

## Suites
Des escarmouches ont eu lieu jusqu'en 1874.
L'historien V. Sinichenko a noté dans ses essais que « malgré ce conflit, jusqu'à la fin des années 70 du XIXe siècle, la présence de bandits chinois dans l'Extrême-Orient russe n'inquiétait pas sérieusement l'administration locale. Cependant, à partir de 1878, une nouvelle pénétration de travailleurs migrants chinois sur le territoire russe a commencé, qui s'est accompagnée d'une forte augmentation des cas de vols et de vols de bétail. Dans les années 1880, les cas de crimes chinois contre les personnes (vols, viols, meurtres) ont commencé à croître selon une progression arithmétique". En outre, pour affaiblir le pouvoir de l'administration russe en Mandchourie, les autorités Qing ont levé l'interdiction d'y immigrer davantage des Chinois, qui, à partir de 1868, ont commencé à peupler activement toute la Mandchourie.